# 豊南駅
豊南駅（とよなみえき）は、かつて樺太豊原市に存在した鉄道省樺太東線の駅である。 現在はロシア鉄道極東鉄道支社サハリン地域部のフリストフォロフカ駅（ст. Христофоровка）である。

## 歴史
- 1911年（明治44年）1月1日：樺太庁鉄道のリスト荷客扱場として開業[1]。
- 1911年（明治44年）3月29日：リスト荷客扱場が唐松駅に改称[1]。
- 1922年（大正11年）9月16日 - 樺太庁鉄道の駅として当駅が開業。同時に唐松駅廃止。
- 1943年（昭和18年）4月1日 - 南樺太の内地化により、鉄道省（国有鉄道）に編入。
- 1945年（昭和20年）8月 - ソ連軍が南樺太へ侵攻、占領し、駅も含め全線がソ連軍に接収される。
- 1946年（昭和21年）
  - 2月1日 - 日本の国有鉄道の駅としては書類上廃止。
  - 4月1日 - ソ連国鉄に編入。ロシア語駅名は「フリストフォロフカ」。

## 現在の駅構造
単式ホーム1面1線のホームを有する地上駅。駅員無配置駅で、駅舎が設けられいるが直接ホームに入ることもできる。

## 運行状況

### 1944年当時
- 下りは、落合駅と敷香駅行きが各2本、上敷香駅行き、白浦駅行きと豊原駅行きが各1本であった。上りは大泊駅行き6本と大泊港駅が1本であった。

### 現在
- ピャーチ・ウグロフ駅 - ユジノサハリンスク駅間の近郊列車（Д2系気動車列車、コルサコフ方面1本・ユジノサハリンスク方面2本）が平日のみ停車する。

## 隣の駅

### 日本統治時代
鉄道省樺太鉄道局
樺太東線
中里駅 -（唐松駅）- 豊南駅 - （清川駅） - 大沢駅

### 現在
ロシア鉄道極東鉄道支社サハリン地域部
コルサコフ-ノグリキ線
エレクトリーチカ（各駅停車）
ミツレフカ駅 - フリストフォロフカ駅 - ハムトーヴォ停留所
※朝に運行される6017列車はエレクトリーチカであるが、当駅を通過する。